# Ontarijsko jezero
Ontarijsko jezero (angleško Lake Ontario) je jezero iz skupine Velikih jezer v Severni Ameriki, ki leži na meji med Združenimi državami Amerike in Kanado. Je po površini najmanjše od Velikih jezer, a bistveno globlje od nekoliko večjega Eriejskega jezera, zato ima skoraj štirikrat večjo prostornino. Glavni pritok je reka Niagara, ki priteče z juga iz Eriejskega jezera, glavni odtok pa Reka svetega Lovrenca, ki teče proti severovzhodu in se izliva v Atlantski ocean.
Zaradi svoje strateške lege ob izteku Velikih jezer ima ključno vlogo kot prometna povezava med to regijo in Atlantskim oceanom; plovna pot med Montrealom in Ontarijskim jezerom je bila urejena leta 1959 in je omogočila prehod ladij razreda seawaymax med Velikimi jezeri in Reko svetega Lovrenca ter naprej proti oceanu. Gorvodno je povezava z Eriejskim jezerom speljana prek Wellandovega prekopa, ki zaobide neprehodne Niagarske slapove.
Za razliko od ostalih Velikih jezer je poselitev skoncentrirana ob severni, kanadski obali; samo v metropolitanskih območjih industrijskih središč Toronta in Hamiltona v provinci Ontario živi skoraj 7 milijonov ljudi ali petina vseh prebivalcev Kanade, na jugu pa je gosteje poseljen in intenzivno obdelovan le pas tik ob obali. Ta del pripada ameriški zvezni državi New York, največje tamkajšnje mesto je Rochester. V drugi polovici 20. stoletja je onesnaževanje povzročilo resnejše ekološke težave; kljub izboljšanju stanja v zadnjih nekaj desetletjih občasno še prihaja do množičnih poginov rib, podobno kot v Eriejskem jezeru.